# Вітторіо Селла
Вітторіо Селла (італ. Vittorio Sella; нар. 28 серпня 1859 року, Б'єлла, П'ємонт, Італія — пом. 12 серпня 1943, там же) — італійський альпініст і фотограф. Вітторіо Селла здійснив кілька сходжень в Альпах і за їх межами, включно з першим зимовим сходженням на вершини Матергорн і Монте-Роза, перший зимовий траверс Монблана, перше сходження на гору Святого Іллі на Алясці та перше сходження на третю по висоті вершину Африки гору Стенлі. Також Селла отримав широку популярність як гірський фотограф і вважається одним із найкращих фахівців у цій галузі в історії.

## Біографія
Вітторіо Селла народився 28 серпня 1859 року в місті Б'єлла в Італії в родині промисловця Джузеппе Венанціо Селли та Клементини Моска Ріатель. Окрім бізнесу, батько Вітторіо займався хімією та фотографією, у 1856 році став автором першого італійського навчального посібника з техніки фотографії «Plico del fotografo, ovvero l'art pratica e teorica di disegnare uomini e cose su vetro, carta, metallo, ecc. col mezzo della luce». Після смерті Джузеппе у 1876 році його лабораторія перейшла до Вітторіо, де він продовжив ставити експерименти в галузі хімії та фотографії.
У 1882 році Вітторіо Селла одружився, дружину звали Лінда. У Вітторіо та Лінди було четверо дітей.
Попри те, що основними заняттями Селли були альпінізм і фотографія, він продовжував займатися бізнесом. У 1886 році він став співзасновником банку «Gaudenzio Sella & C.». У 1902 році разом з рідним братом Ермініо та кузеном Едгаро Моска заснував виноробню «Sella & Mosca».
Дружина Селли померла 22 листопада 1942 року. Менш ніж через рік, 12 серпня 1943 року, Вітторіо Селла помер у Б'єллі у віці 83 років.

## Альпіністська кар'єра
Після військової служби та понад десять років у сімейному бізнесі, Вітторіо Селла почав займатися альпінізмом. В альпінізм його привів брат батька Квінтіно Селла, який був не тільки державним діячем і фінансистом, але також альпіністом і засновником Італійського Альпійського клубу у 1863 році.
Вітторіо Селла стояв біля витоків зимового альпінізму в Альпах, який у ті роки лише зароджувався. 18 березня 1882 року він здійснив перше зимове сходження на Матергорн у супроводі гірських гідів Жан-Аантуана, Жана-Батиста та Луї Каррелей по гребеню Ліон. 26 січня 1884 року разом із гірськими гідами Даніелем і Йозефом Макінья, після двох ночівель на льодовиках, вони здійснили перше зимове сходження на вершину Монте-Роза. У 1888 році він здійснив перший зимовий траверс Монблана.

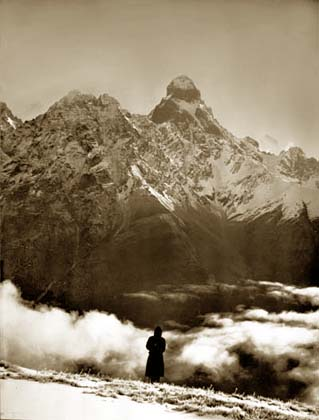
Ушба

Після Альп інтерес Селли поширився і на інші континенти. У 1889, 1890 та 1896 роках Вітторіо Селла організував три експедиції на Центральний Кавказ у район Сванетії в Грузії. У 1897 році Селла взяв участь в експедиції Луїджі Амедео, герцога Абруццького, на Аляску. 31 липня 897 року їхня група здійснила перше сходження на гору Святого Іллі.
У вересні 1899 року Вітторіо Селла та британський альпініст Дуглас Вільям Фрешфільд організували експедицію у Сіккім навколо третьої за висотою вершини світу Канченджанґи, яка тривала 7 тижнів. Вони не ставили собі за мету зійти на вершину, оскільки вважали, що це не під силу їхній експедиції через високу технічну складність сходження. Однак, Дуглас і його команда стали першими європейцями, хто зміг обігнути вершину по колу, проклавши шлях для подальших дослідників. Також вони першими досліджували знамениту західну стіну Канченджанґи, яка височіє над однойменним льодовиком, і незвідану раніше область між вершиною та Тибетом. У 1903 році Дуглас Фрешфільд виклав подробиці експедиції у своїй книзі «Round Kangchenjunga: a narrative of mountain travel and exploration».
У 1906 році Луїджи Амедео організував експедицію в гірський район Рувензорі в Уганді. Кілька англійських експедицій, починаючи з подорожі сера Генрі Стенлі у 1890 році, уже намагалися досягти вершини хребта, але не вдалося. Команді Амадео куди, окрім Селли, приєдналися також популярний дослідник Умберто Каньї та гірський гід Джузеппе Петігакс, вдалося здійснити перші сходження на шістнадцять вершин хребта, включно з третьою за висотою в Африці гору Стенлі. Луїджи назвав цю безіменну раніше вершину піком Маргарити на честь королеви Італії Маргарити Савойської.

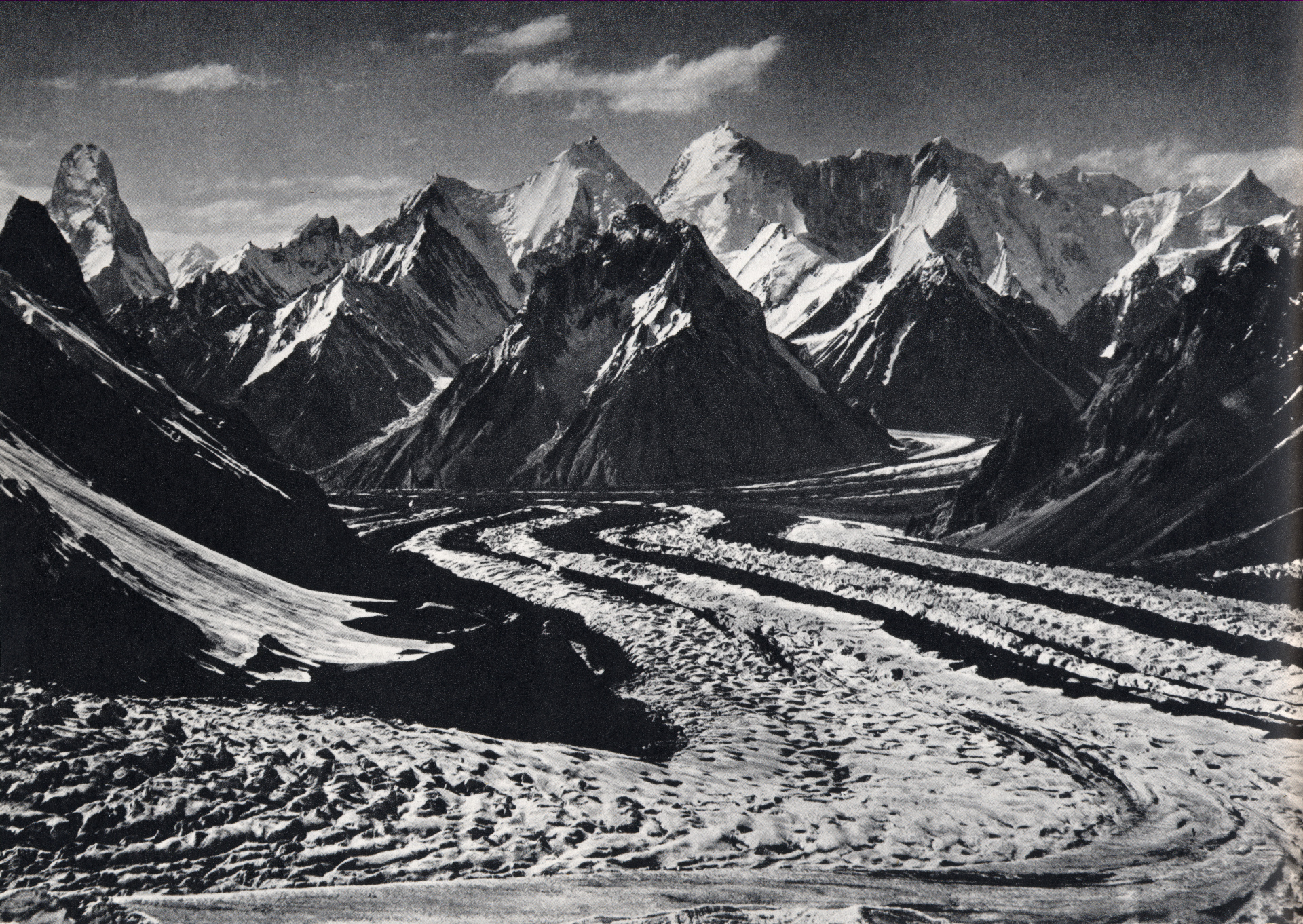
Льодовик Балторо та Музтаг-Тауер (ліворуч)

У 1909 році герцог спорядив експедицію на другу за висотою вершину світу К2, в якій також брав участь і Селла як фотограф. Це вже була друга спроба сходження на К2 (перша була зроблена у 1902 році Оскаром Еккенштейном), але також закінчилася невдачею. Після К2 експедиція перемістилася на Чоголізу, вершину заввишки 7665 метрів, що знаходиться в безпосередній близькості від К2. Попри те, що спроба зійти на вершину також не увінчалася успіхом (група змушена була повернути назад через сильний туман), досягнута експедицією висота (7498 метрів) стала рекордною для свогочасу. Рекорд протримався 13 років, до 1922 року, коли Джордж Меллорі перевершив його у своїй першій спробі сходження на Еверест.
Селла продовжував ходити на сходження до старості, і свою останню спробу сходження здійснив на Матергорн у 1935 році у віці 76 років. Сходження не вдалося, оскільки один із гідів, що його супроводжували, постраждав внаслідок нещасного випадку.

## Кар'єра фотографа

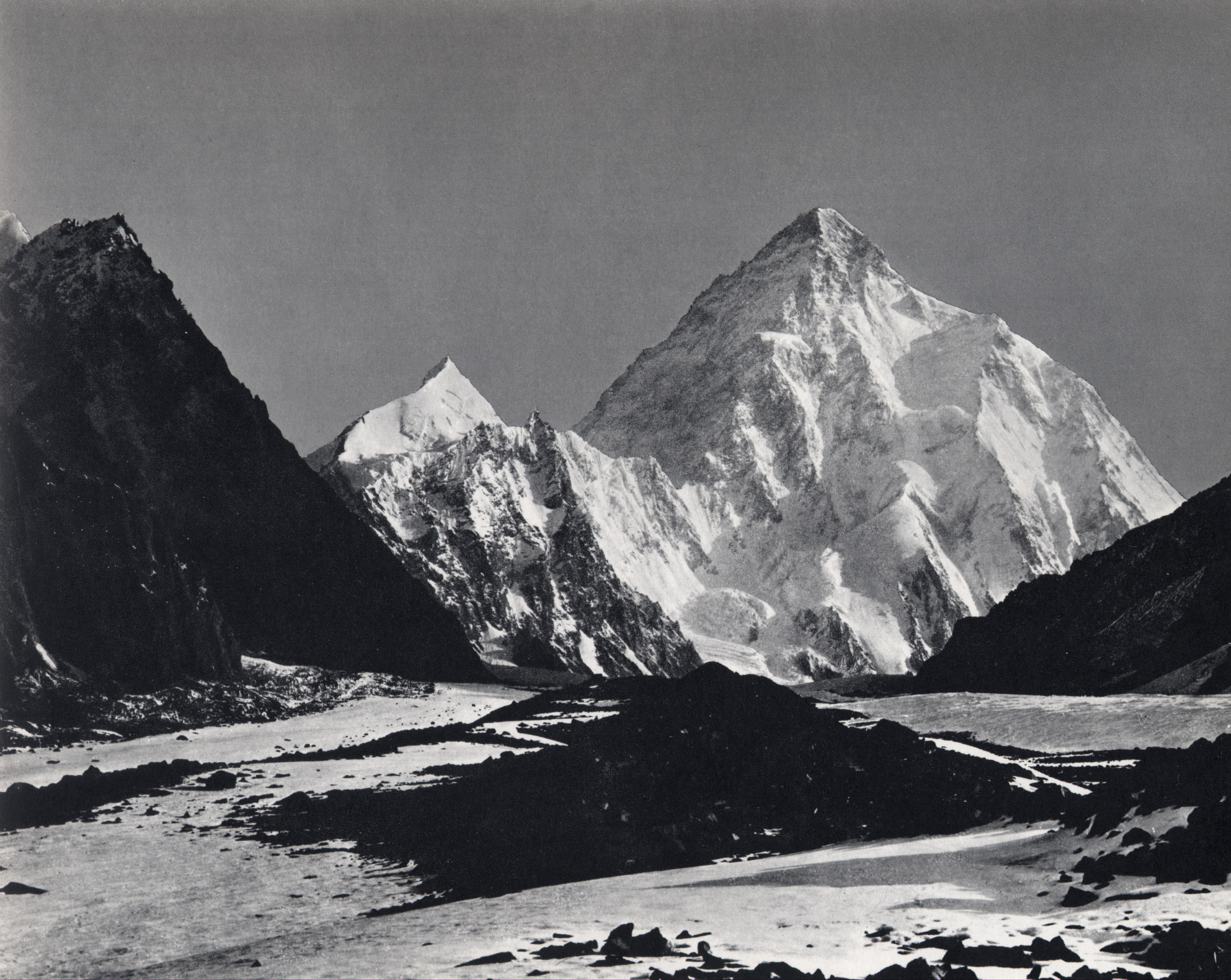
К2. Фотографія, зроблена Вітторіо Селла під час експедиції 1909 року

Ще в юності Селла почав захоплюватися фотографією, продовживши справу батька. Від нього йому у спадок дісталася фотолабораторія, а також камера для знімання на фотопластинки формату 30×40 сантиметрів, з якої він зробив перші знімки Альп у 1879 році з вершини Мон-Марс. З того часу Селла став поєднувати заняття альпінізмом і фотографію, ставши одним із найкращих фотографів у цій галузі.
5 листопада 1884 року Селла став почесним членом фотографічного товариства в Турині. У 1887 році фотографії Селли відзначили медаллю першого класу на першій міжнародній Італійській фотографічній виставці. У наступні роки Селла неодноразово отримував найвище визнання та нагороди на виставках не тільки в Італії, а й інших великих європейських містах. Останній раз Селла виставляв свої фотографії за три роки до смерті, у 1940 році, на Сьомій Альпійській фотографічній виставці у Турині.
Пік слави Селли припав на експедицію Луїджі Амедео на К2 вКаракорум. В експедиції Селла виконував роль штатного фотографа. Матеріали та фотографії, які привезли з експедиції, ще довгий час були джерелом вивчення та натхнення для багатьох альпіністів, які збиралися підкорити неприступну гору.
Особливу цінність роботам Селли надавало також те, що багато з тих місць, які він знімав, ніколи не були зафіксовані раніше. Порівнюючи роботи Селли з пізнішими фотографіями, можна відстежити зміни (як, наприклад, змінилися льодовики Рувензорі).
У 1925 році, під час подорожі до Марокко, Селла зробив останні фотографії, які зараз доступні широкому загалу.

## Нагороди та пам'ять
Протягом життя Селла неодноразово отримував найвищі нагороди та визнання на міжнародних виставках в Італії, Швейцарії, Франції, Росії й інших європейських країнах. У 1890 році, за матеріали та фотографії, які він зібрав у кавказьких експедиціях у 1889 та 1890 роках, Селлу нагородили премією Мерчинсона від Королівського Географічного товариства в Лондоні. 2 січня 1901 року Селла отримав титул офіцера ордена Корони Італії, 28 червня того ж року російський цар Микола II нагородив його орденом Святої Анни. Селла є почесним членом безлічі альпійських і фотографічних товариств не тільки в Європі, а й у всьому світі.
Ім'ям Селли названо кілька географічних об'єктів. На Алясці його ім'я носить перевал між льодовиками Сьюард та Маласпіна. Експедиція Луїджі Амедео проходила цим перевалом 5 липня 1897 року в процесі сходження на гору Святого Іллі. Ім'я Селли носить одна з вершин висотою близько 4600 метрів у гірському масиві Рувензорі, на яку він піднявся 4 липня 1906 разом з двома іншими учасниками експедиції.
Більша частина оригінальних робіт і фотопластинок Селли знаходиться в Італії, у фонді Sella Foundation, розташованому в його рідному місті. Sella Foundation не тільки зберігає матеріали, а й бере активну участь в організації виставок в Італії та по всьому світу. Також фонд є цінним ресурсом для істориків, письменників, фотографів та альпіністів.